# Vlag van Waterschap Sevenwolden

Vlag van Waterschap Sevenwolden
(2000-2004)

De vlag van Waterschap Sevenwolden werd op 12 oktober 2000 vastgesteld aan het Friese waterschap toegekend. Vanaf 2004 is de vlag niet langer als de vlag van deze waterschap in gebruik omdat het waterschap Waterschap Sevenwolden in de nieuwe gemeente Wetterskip Fryslân op is gegaan.

## Beschrijving en verklaring
De beschrijving van de vlag is als volgt:
zeven golvende banen, groen en wit; een verlengde rode broekingsdriehoek, naar de vluchtzijde verlengd met 2/9 vlaglengte en met de punt reikende tot 5/9 vlaglengte; de broekingsdriehoek beladen met een witte afgerukte wolvenkop, een witte lelie en een witte kroon met drie bladeren, waarbij de wolvenkop in de broektop, de lelie in de punt van de broekingsdriehoek en de kroon in de broekhoek geplaatst is.
De vlag is geïnspireerd op het wapen van deze waterschap. In het ontwerp van de vlag is de rode paal in het wapen vervangen door een broekingsdriehoek, zodat de drie wapenfiguren beter tot hun recht komen. De broekingsdriehoek kan worden beschouwd als de bijdrage van het waterschap aan het gebied van de Zevenwouden.
De kleuren groen en wit zijn afgeleid van de vlag van Zevenwouden, terwijl rood en wit verwijzen naar die van de Stellingwerven, en rood, wit en groen zijn kenmerkend voor de Opsterland en Smallingerland. De golvende banen verwijzen naar het bestuur van het waterschap en de rivieren Tjonger, Linde en Koningsdiep, terwijl wit symbool staat voor de helderheid van het water.

## Verwante symbolen

Wapen van Waterschap Sevenwolden

Aa en Maas · Amstel, Gooi en Vecht · Brabantse Delta · Delfland · De Dommel · Drents Overijsselse Delta · Fryslân · Hollands Noorderkwartier · Hollandse Delta · Hunze en Aa's · Limburg · Noorderzijlvest · Rijn en IJssel · Rijnland · Rivierenland · Scheldestromen · Schieland en de Krimpenerwaard · De Stichtse Rijnlanden · Vallei en Veluwe · Vechtstromen · Zuiderzeeland
Voormalige waterschappen: 
De Aa · De Aarlanden · Alblasserwaard en de Vijfheerenlanden · De Alm · Amelander Grieën · Amstel- en Gooiland · Amstelland · Boarn en Klif · De Bovenvecht · Drentse Aa · Duurswold · Eemszijlvest · Goeree-Overflakkee · Gouwelanden · Groot Maas en Waal · Groot-Haarlemmermeer · Groot-Waterschap van Woerden · Groote Waard · Haarlemmermeerpolder · Hulster Ambacht · IJsselmonde · Krimpenerwaard · Land van Heusden en Altena · Het Lange Rond · Lauwerswâlden · Leidse Rijn · Linge · De Maaskant · Het Maasterras · Mark en Dintel · Marne-Middelsee · Meer en Woude · De Middelsékrite · De Nederwaard · Noord-Beveland · Noord- en Zuid-Beveland · Noord-Limburg · Noord-Veluwe · Noordhollands Noorderkwartier · Noordoostpolder · Noordwoude · Oldambt · Oude IJssel · De Overwaard · De Proosdijlanden · Purmer · Regge en Dinkel · De Runde · Salland · Schermer · Schieland · De Schipbeek · Schouwen-Duiveland · Sevenwolden · De Stellingwerven · Tholen · Tusken Waed en Ie · Uitwaterende Sluizen in Kennemerland en West-Friesland · De Vechtlanden · De Vier Noorder Koggen · Het Vrije van Sluis · De Waadkant · Walcheren · Waterland · De Waterlanden · Westergo's IJsselmeerdijken · Westerkwartier · Westfriesland · Wilck en Wiericke · Wilhelminapolder · Zuiveringschap Limburg